# Лангенарген
Лангенарген (нім. Langenargen) — громада в Німеччині, знаходиться в землі Баден-Вюртемберг. Підпорядковується адміністративному округу Тюбінген. Входить до складу району Бодензе.
Площа — 15,26 км2. Населення становить 7643 ос. (станом на 31 грудня 2020).

## Спорт
Лангенарген - ідеальне місце для занять такими видами спорту, як вітрильний спорт. Розташування міста на березі Боденського озера забезпечує гладку воду навіть у вітряну погоду. Лангенарген є приймаючим містом Match Race Germany, що є частиною Світового туру з матчевих перегонів. Ця подія приваблює найкращі вітрильні команди світу до Лангенаргена, щоб позмагатися на воді у битві нервів та майстерності. Ідентичні човни (Bavaria-35 Match) змагаються по два по черзі у водному двобої, який випробовує моряків та шкіперів на межі їхніх фізичних можливостей. Набрані бали зараховуються до Світового туру матчевих перегонів і дають право на участь у фінальних змаганнях, а переможець отримує титул чемпіона Світового туру матчевих перегонів ІСАФ. Матч-рейси - ідеальний вид спорту для глядачів у Лангенаргені та сусідніх містах, оскільки перегони проходять у безпосередній близькості від берега, що забезпечує глядачам чудовий вид на центр подій. Матч-рейси в Німеччині в рамках Світового туру з матчевих перегонів та пов'язані з ними культурні заходи сприяли підвищенню міжнародного авторитету Лангенаргена, а також надали поштовх економіці та місцевому бізнесу.  

## Галерея

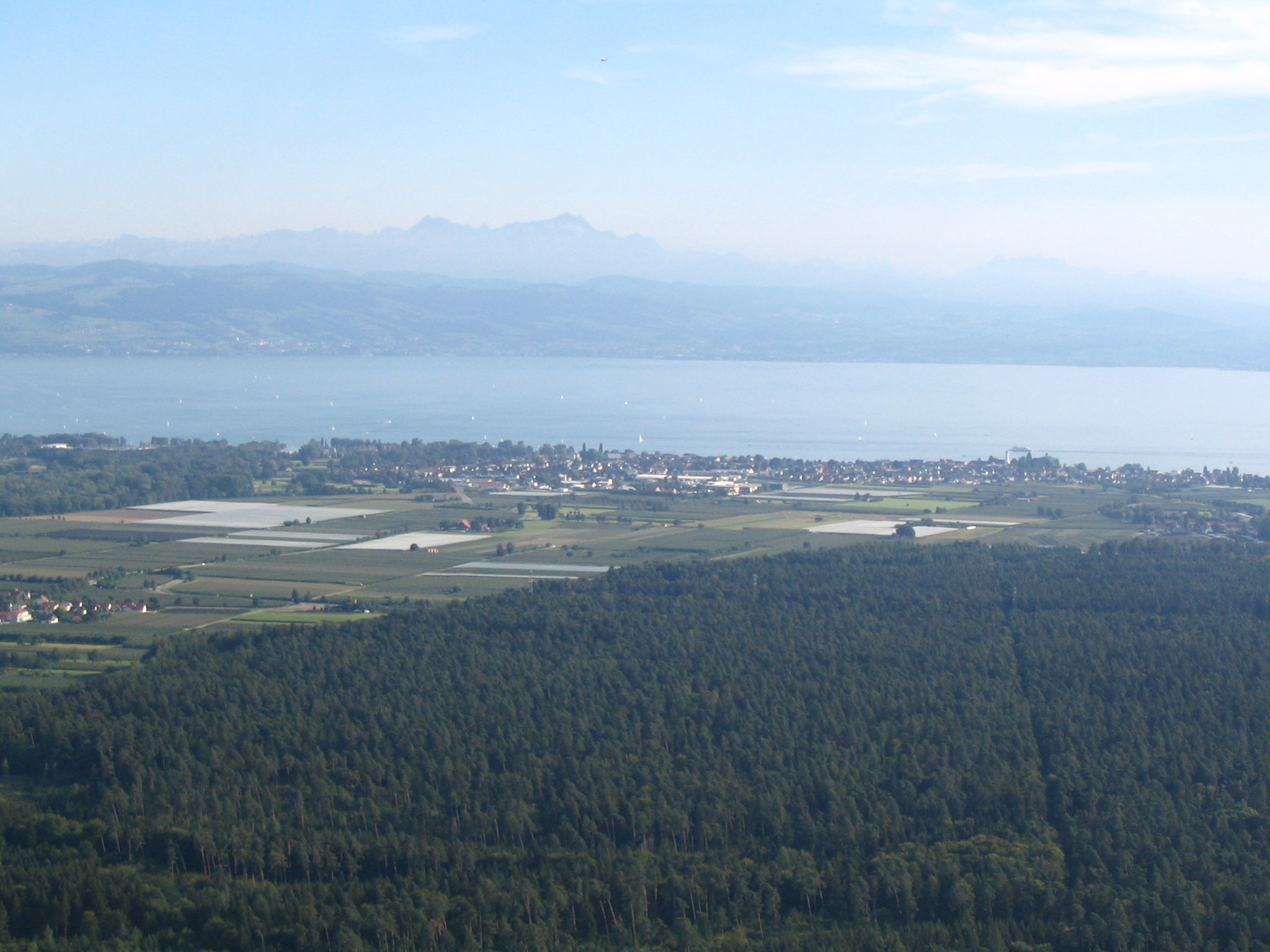
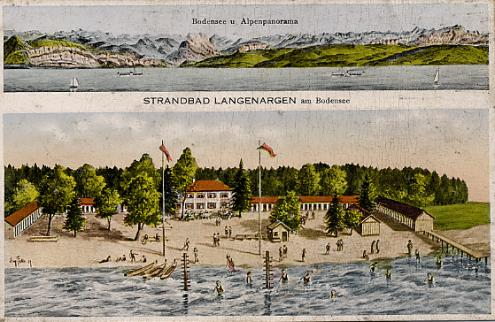
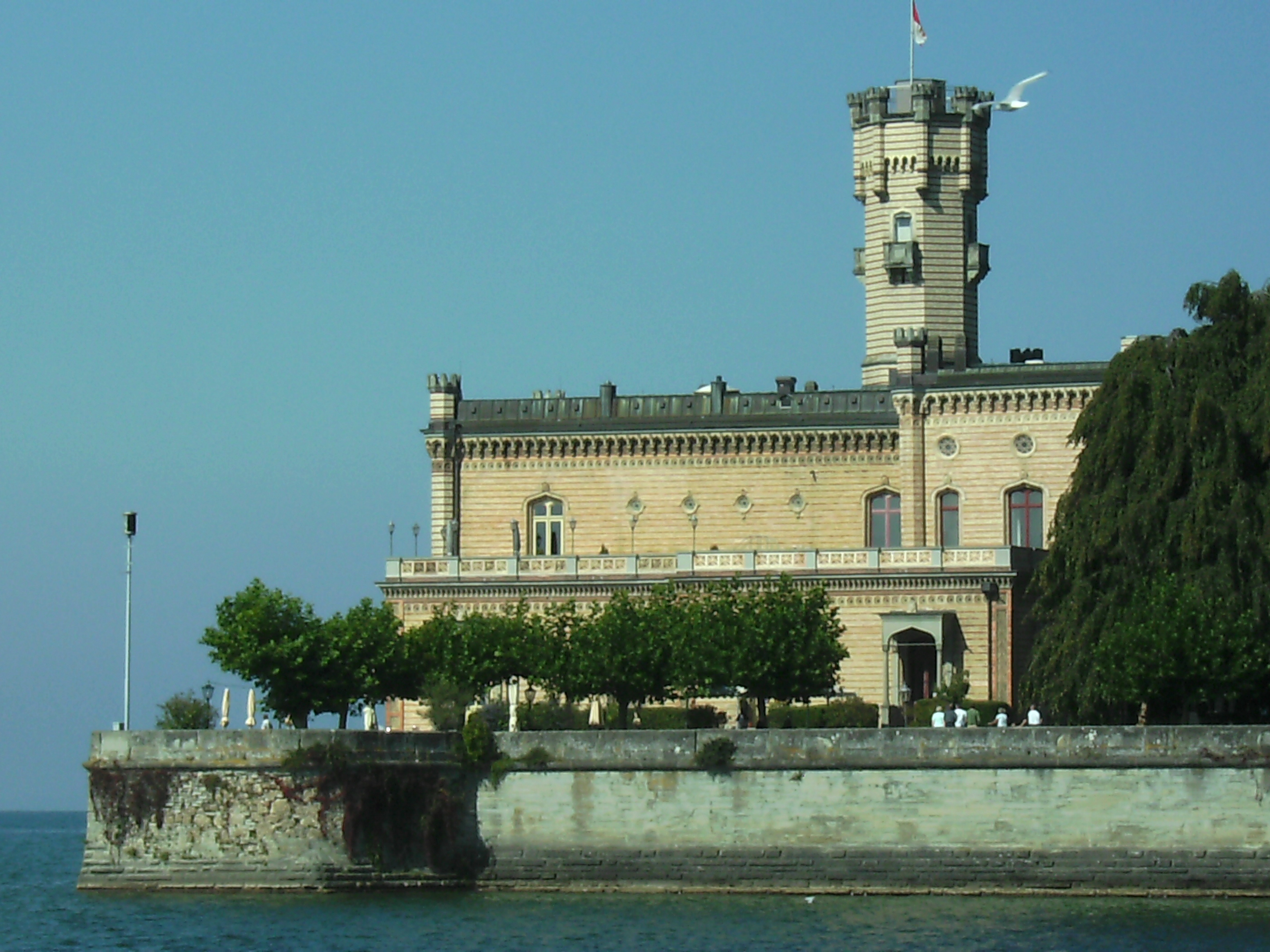
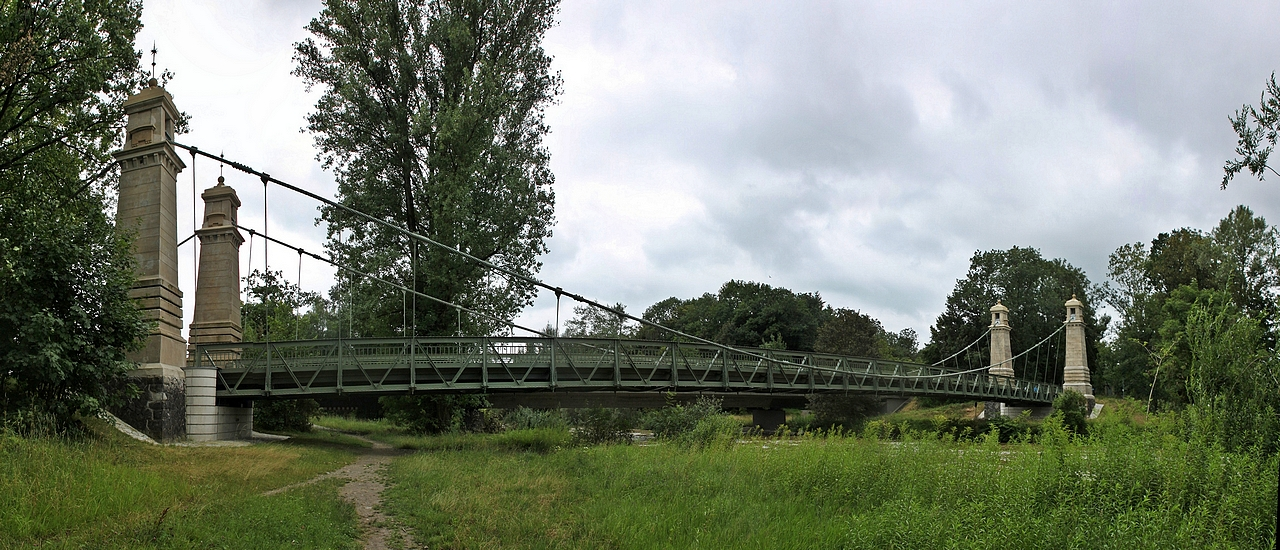
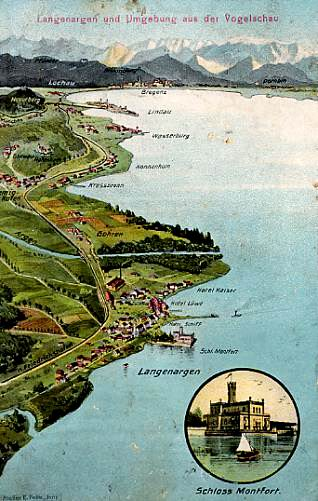
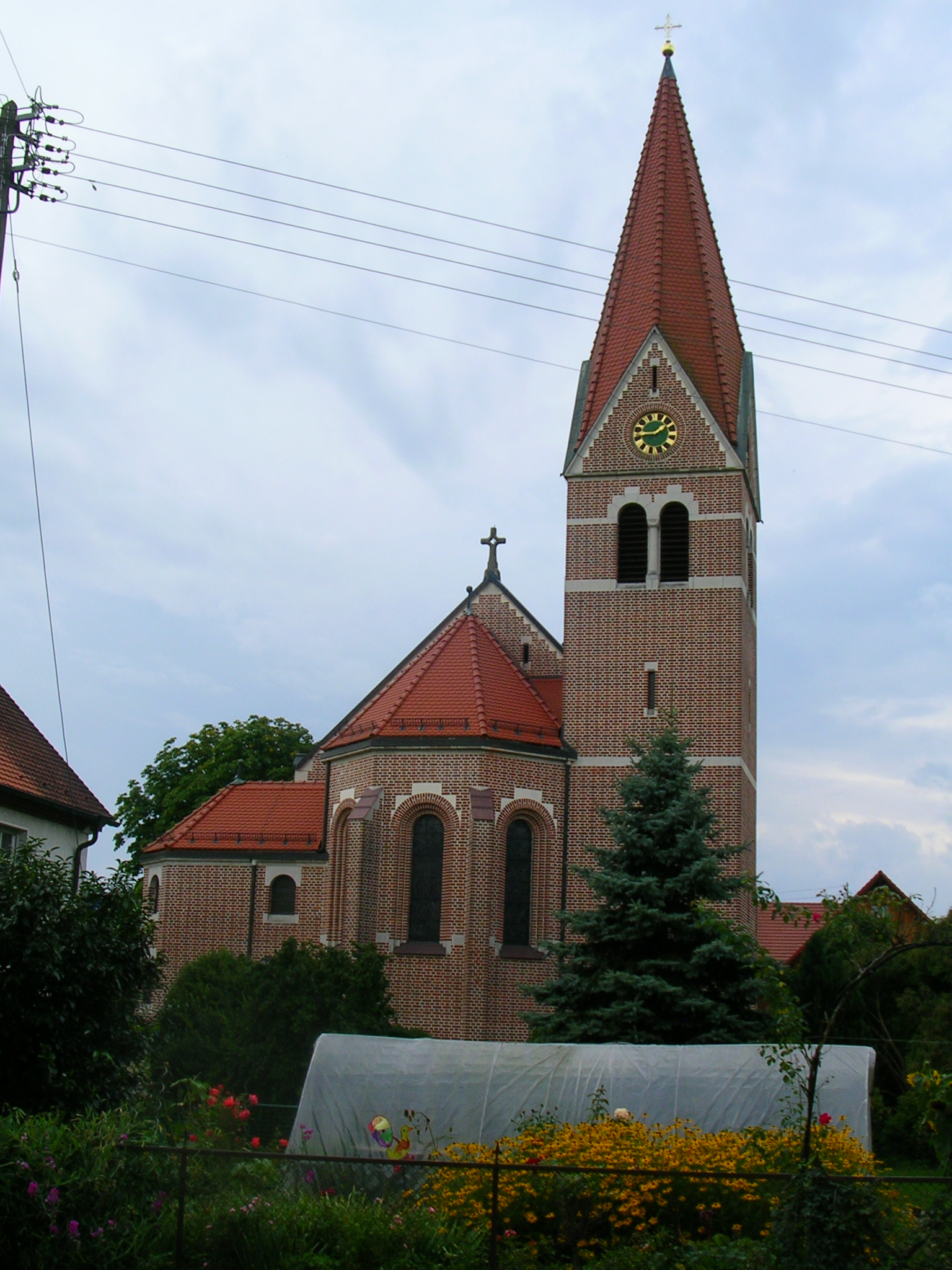